# Liste der Beiträge für den besten fremdsprachigen Film für die Oscarverleihung 1957
Dies ist eine Liste der Beiträge für den besten fremdsprachigen Film für die Oscarverleihung 1957.
Von 1948 bis 1956 wurde dieser Oscar als Spezialpreis beziehungsweise Ehrenoscar verliehen, erst ab diesem Jahr wurde der Preisträger durch die Mitglieder der Academy aus einer Auswahl von fünf nominierten Filmen analog zu den anderen Kategorien gewählt. Der Oscar für den besten fremdsprachigen Film zeichnet seit seiner Entstehung keine bestimmte Person aus, sondern geht an den zu ehrenden Film. Der Regisseur gewinnt persönlich keinen Oscar, nimmt diesen aber stellvertretend während der Preisverleihung in Empfang.
Acht Länder reichten einen Vorschlag ein. Die hervorgehobenen Titel waren die fünf letztendlich nominierten Filme, welche aus den Ländern Dänemark, Frankreich, Italien, Japan und Westdeutschland stammen. 

## Beiträge
| Land           | Deutscher oder int. Verleihtitel | Originaltitel                          | Sprache(n)                      | Regisseur(e)         | Ergebnis        |
| -------------- | -------------------------------- | -------------------------------------- | ------------------------------- | -------------------- | --------------- |
| Dänemark       | Qivitoq                          | Qivitoq - Fjeldgængeren                | Dänisch, Grönländisch           | Erik Balling         | Nominiert       |
| Frankreich     | Gervaise                         | Gervaise                               | Französisch                     | René Clément         | Nominiert       |
| BR Deutschland | Der Hauptmann von Köpenick       | Der Hauptmann von Köpenick             | Deutsch                         | Helmut Käutner       | Nominiert       |
| Italien        | La Strada – Das Lied der Straße  | La strada                              | Italienisch                     | Federico Fellini     | Gewonnen        |
| Japan          | Freunde bis zum letzten          | ビルマの竪琴 (Biruma no tategoto)      | Japanisch, Englisch, Burmesisch | Kon Ichikawa         | Nominiert       |
| Philippinen    | Child of Sorrow                  | Anak dalita                            | Tagalog, Filipino, Englisch     | Lamberto V. Avellana | Nicht nominiert |
| Spanien        | Blutige Arena                    | Tarde de toros                         | Spanisch                        | Ladislao Vajda       | Nicht nominiert |
| Schweden       | The Staffan Stolle Story         | Ratataa eller The Staffan Stolle Story | Schwedisch                      | Hasse Ekman          | Nicht nominiert |